# Powelliphanta marchanti
Powelliphanta marchanti ist der Name einer räuberisch lebenden Schnecke aus der Familie Rhytididae in der Unterordnung der Landlungenschnecken (Stylommatophora), die in Neuseeland verbreitet ist.

## Merkmale
Das Schneckenhaus von Powelliphanta marchanti ähnelt in Größe und Form dem von Powelliphanta hochstetteri. In Gegensatz zu diesem hat es an der Basis keine farbigen Banden oder Zonen und ist am Parietalkallus blass grau. Die Oberfläche des Gehäuses ist gelblich braun, der Protoconch blass gelblich, das Innere der Gehäusemündung dunkelgrau. Dorsal weit die Schale blasse spiralige Banden und dunklere braune Linien auf; ventral ist sie einfarbig. Das Haus der erwachsenen Schnecke hat fünfeinhalb langsam zunehmende Windungen. Die dorsale Oberfläche ist zur Peripherie hin fein gestreift, die ventrale Oberfläche glatt und glänzend. Der Nabel nimmt etwa ein Siebentel der großen Durchmessers der Basis ein. Die sehr schiefe und breit elliptische Gehäusemündung ist stark ausgeschnitten. Der stumpfe Mündungssaum, dessen Ränder durch eine weißliche Schwiele verbunden sind, ist von dem kräftigen Periostracum überdeckt. Die Durchmesser des Hauses betragen 43 mm und 52 mm, die Höhe rund 28 mm. Die Zentralzähne der Radula sind deutlich kleiner und schlanker als die innersten Lateralzähne. Letztere ähneln stark denen bei Powelliphanta hochstetteri.

## Verbreitung und Vorkommen
Powelliphanta marchanti ist endemisch auf der Nordinsel Neuseelands, wo sie auf rund 1200 m Höhe in Mokai-Patea am Zusammenfluss des Mangatera und Rangitikei am Ruahine Range gefunden wurde.
Sie kommt im Hochland auf Höhen von 1000 bis 1470 Metern über dem Meeresspiegel unter dem Gras Microlaena avenacea und Laubstreu in feuchten Wäldern mit Nothofagus fusca und Libocedrus bidwillii in Ruahine Corner vor, außerdem unter Sträuchern von Olearia colensoi und Dracophyllum longifolium in den südlichen Ruahine Ranges sowie unter Gräsern im Berggrasland (Tussock). Am häufigsten ist sie auf kalkreichem Untergrund. Ebenso wird sie unter Laubstreu in Wald mit Leptospermum scoparium und Nothofagus solandri in Kaimanawa und Kaweka gefunden.

## Lebenszyklus
Wie andere Arten der Gattung Powelliphanta ist Powelliphanta marchanti langlebig und legt nach der gegenseitigen Befruchtung der Zwitter nur wenige, durch eine dicke Kalkhülle geschützte Eier im Jahr.

## Ernährung
Die Nahrung von Powelliphanta marchanti besteht wie bei anderen Vertretern der Gattung Powelliphanta überwiegend aus Regenwürmern, die mit der Radula ergriffen und im Vorderdarm mit den Radulazähnen zerkleinert werden.

## Fressfeinde und Bedrohung
Wie andere Powelliphanta-Arten ist auch Powelliphanta marchanti vor allem durch eingeschleppte räuberische Säugetiere bedroht. Die wichtigste Rolle hierbei spielt der eingeschleppte Kletterbeutler Trichosurus vulpecula, der sämtliche Entwicklungsstadien der Schnecke frisst. Darüber hinaus führt die Abholzung der Wälder insbesondere für die Gewinnung von Weideland und die Zerstörung des Lebensraums durch Verbiss oder Vertritt durch eingeschleppte Ziegen und Rinder zu einem Rückgang der Schnecken. Powelliphanta marchanti wird von neuseeländischen Naturschutzamt (Department of Conservation) als Art in „ernsthaftem Rückgang“ eingestuft.